# Салінський договір
Салінський договір (нім. Vertrag zu Salinwerder) — договір між Великим князівством Литовським та Тевтонським орденом.
Текст договору був узгоджений 23 квітня 1398 року в Гродно, обмін договірними грамотами між Великим князем Литовським Вітовтом та Великим магістром ордену Конрадом фон Юнгінгеном відбувся 12 жовтня 1398 року на острові Салін поблизу впадіння Невежиса в Німан.

## Деталі
Згідно з умовами договору Велике князівство Литовське повинно було допомогти ордену у завоюванні Пскова, натомість орден повинен був допомогти ВКЛ у завоюванні Новгорода та у поході проти Золотої Орди.
Вітовт обіцяв поступитись ордену Жемайтією та частиною Судавії, у свою чергу, орден зобов'язувався не підтримувати претендента на великокнязівський трон Свидригайла.
Неофіційно Вітовт заручився підтримкою ордену на здійснення своїх планів з досягнення повної незалежності від Польщі. На святкуванні з нагоди підписання договору Вітовт був одностайно проголошений «королем Литви і Русі». Це викликало насторожене ставлення до договору польського короля Ягайла, а плани захоплення Новгорода та Пскова призвели до погіршення стосунків з цими республіками, а також з Московським та Тверським князівствами. Більш-менш дієвої підтримки у здійсненні своїх планів Вітовт не отримав, що зокрема призвело до поразки у битві на Ворсклі. З іншого боку, передача Жемайтії ордену була досить умовною, оскільки Вітовт і сам погано контролював ці області.
Умови Салінського договору були уточнені при укладенні Рацьонжського миру, до якого долучилась і Польща.
Жемайтія була повернена Литві після Великої війни 1409–1411 років за умовами Першого Торунського миру.